# Jordan Rambaud
Jordan Rambaud, né le 16 mars 1998 à Nantes, est un footballeur français. Il évolue actuellement à l'USSA Vertou au poste d'attaquant.

## Biographie

### Débuts à l'En avant Guingamp
Après être passé par l'AS Beautour, le Pôle espoir de Saint-Sébastien et l'USSA Vertou, Jordan Rambaud intègre le centre de formation de l'En avant Guingamp en 2013 où il débute tout d'abord avec les équipes de jeunes. Il connaît des débuts prometteurs avec vingt-trois buts et quinze passes décisives dès la première saison avant d'intégrer en 2015 l'équipe réserve. 

### USSA Vertou
Après trois saisons avec l'équipe reserve de l'EA Guignamp, il retourne à l'USSA Vertou qui évolue en National 3.

### Sélections
Il porte pour la première fois le maillot de l'équipe de France des moins de 16 ans en avril 2014 contre le Canada.
Il est sélectionné pour le championnat d'Europe des moins de 17 ans en mai 2015. Lors des phases de groupe, la France remporte trois victoires en trois matchs dont une victoire contre la Grèce dont il marque le seul but de la rencontre. Elle élimine ensuite l'Italie, trois buts à zéro, en quart de finale, et la Belgique deux tirs au but à un après un match nul un but partout en demi-finale. En finale, elle remporte le titre européen en battant l'Allemagne sur le score de quatre buts à un.

## Palmarès
En 2015, il remporte le championnat d'Europe des moins de 17 ans avec l'équipe de France des moins de 17 ans.